# أندريس مورا
أندريس مورا (بالإسبانية: Andrés Mora)‏ هو لاعب كرة قاعدة مكسيكي، ولد في 25 مايو 1955 في الليندي ‏ في المكسيك، وتوفي في 12 يونيو 2015 في سالتيو في المكسيك بسبب ذات الرئة.

## وصلات خارجية
- أندريس مورا على موقعبيزبول رفرنس.كوم (الدوري الرئيسي) (الإنجليزية)
- أندريس مورا على موقعبيزبول رفرنس.كوم (الدوري الثانوي) (الإنجليزية)